# Святье (Тверская область)
Святьё  — деревня в Кимрском районе Тверской области. Входит в состав Фёдоровского сельского поселения.

## География
Находится в юго-восточной части Тверской области на расстоянии приблизительно 6 км на юго-запад по прямой от районного центра города Кимры в левобережной части района.

## История
Известна с 1628 года как владение старицкого Успенского монастыря с 5 дворами. В 1678 здесь было уже 16 дворов, в 1806 году 10 дворов. В 1859 году здесь (деревня Корчевского уезда Тверской губернии) было учтено 56 дворов, в 1887 — также 56.

## Население
Численность населения: 72 человека (1806 год), 289 (1859 год), 355 (1887), 98 (русские 92 %) в 2002 году, 83 в 2010.